# Pycnopalpa morata
Pycnopalpa morata är en insektsart som beskrevs av Vignon 1930. Pycnopalpa morata ingår i släktet Pycnopalpa och familjen vårtbitare. Inga underarter finns listade i Catalogue of Life.